# Kaple Nejsvětější Trojice (Vysoký Potok)
Kaple svaté Trojice se nachází nad obcí Vysoký Potok na úpatí vrchu Jeřáb, u křižovatky turistických cest, v nadmořské výšce 862 metrů nad mořem. Jde o památku zapsanou do Ústředního seznamu nemovitých kulturních památek ČR (číslo rejstříku ÚSKP 105779).

## Historie a popis
Původní lesní dřevěná kaple byla podle pověsti postavena v roce 1746 jako poděkování obyvatel nedalekého města Králík za záchranu před Prusy ve Slezských válkách. Současná kamenná mariánská poutní kaple byla vybudována v roce 1898. Každý rok se zde pravidelně konají poutní slavnosti.
Autorem stavby je Josef Hübner z Králík. Před kaplí stojí litinový kříž, který je památkově chráněn spolu s kaplí. Kaple se nachází jižně od obce Vysoký Potok, z které je dobře dostupná po značené turistické trase (z rozcestí Vysoký Potok, mateřská školka to je necelé 3 kilometry). V okolí kaple jsou radioaktivní prameny. Nejznámějším z nich je Rudolfův (Graubnerův) pramen, který je od kaple vzdálen jen asi 270 metrů jihovýchodním směrem, rovněž po značené turistické trase.

## Jubilejní kameny
Jen pár desítek metrů od kaple jsou pod stromy Jubilejní kameny knížete Johanna II z Lichtenštejnu. Jeho Jasnost Johann II žil v letech 1840–1929 a vládl v letech 1858–1929, tedy plných 71 let, což je pravděpodobně nejdelší doba vládnutí. Patřilo mu 31 panství na Moravě, ve Slezsku, v Čechách, Dolních Rakousích, Salcbursku a Lichtenštejnsku. Byl také mecenášem vědy a umění.
V roce 1898 (u příležitosti 40. výročí jeho vlády) byly ve všech lesních revírech (asi 168, pravděpodobně inicioval knížecí lesní rada Julius Wiehl) vysazeny skupiny dubů nazvané Fürst Johannes – Eichen Gruppe a u nich byla navršeny kameny a zasazena kamenná deska s pamětním nápisem. Jubilejní kameny se dochovaly ve více polesích a jedním z míst je právě úpatí vrchu Jeřáb nedaleko kaple Svaté Trojice.

## Rozcestník, bod záchrany
Nedaleko kaple se nachází rozsáhlý rozcestník pěších turistických cest, cyklotras a zimních lyžařských tras. Peší trasy odsud vedou mimo jiné na nedaleký vrchol Jeřáb (1003 metrů nad mořem), do Králík, na Hedeč, do Hanušovic, do Malé Moravy, do města Štíty nebo na rozhlednu Lázek. Cyklotrasy vedou např. opět na Malou Moravu nebo do Králík, dále do Mlýnického dvora, na Hambálek, Písařov ad. Lyžařské trasy vedou např. do Šanova, Červené Vody, Malé Moravy nebo na Hedeč. U rozcestníku je rovněž bod záchrany (Rescue Point) SU 071.

## Fotogalerie

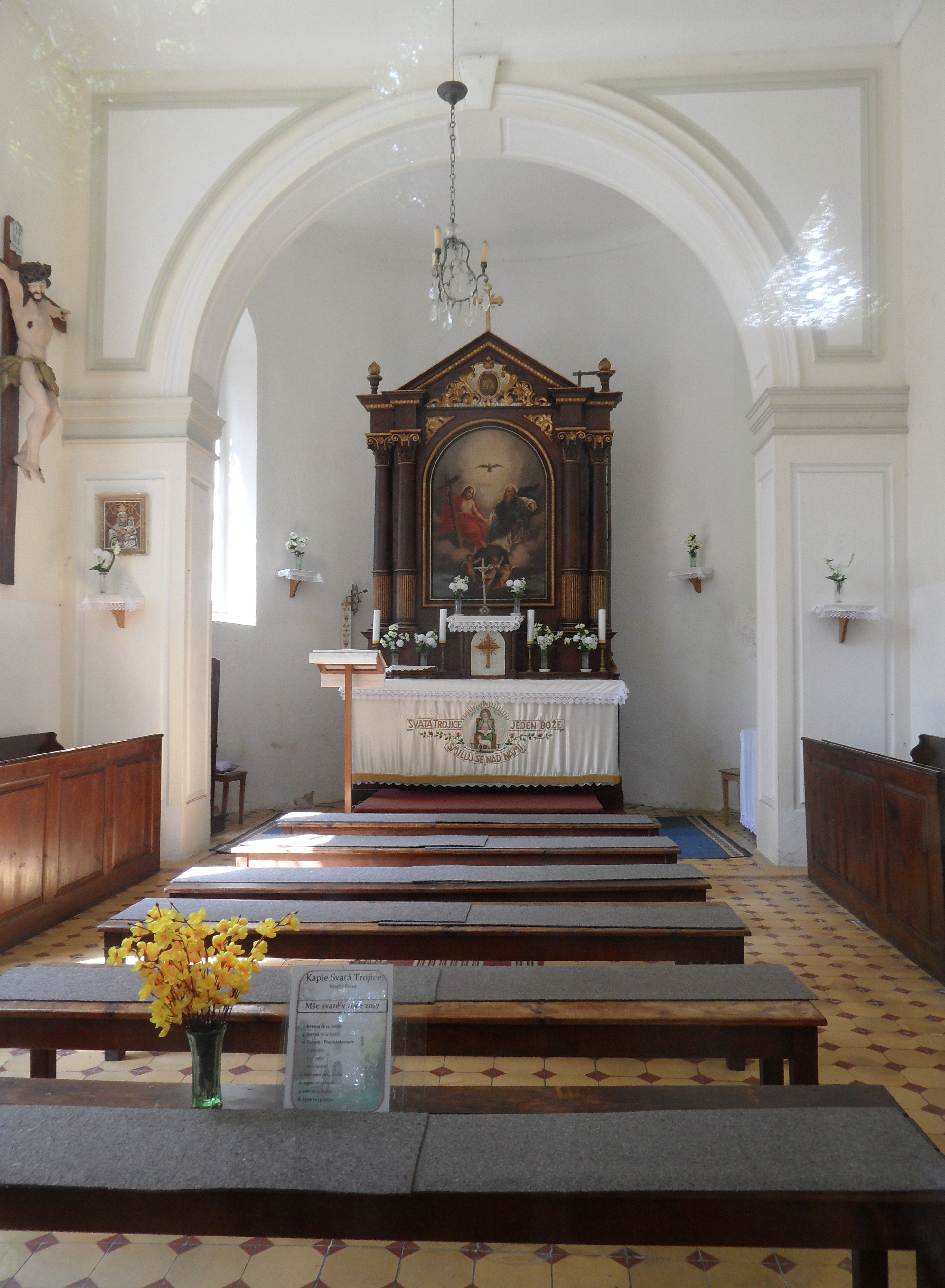
Interiér kaple
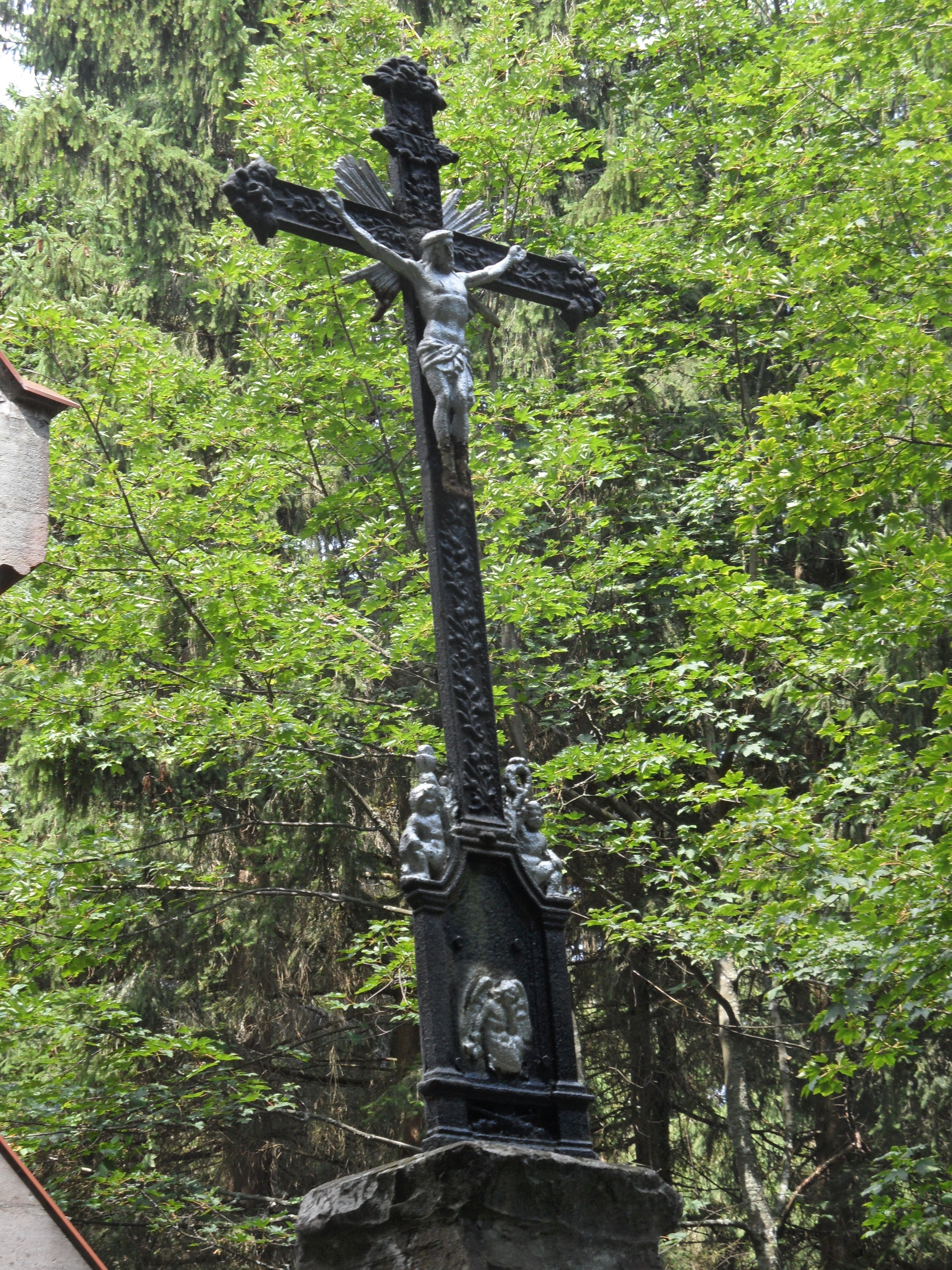
Detail křížku před kaplí
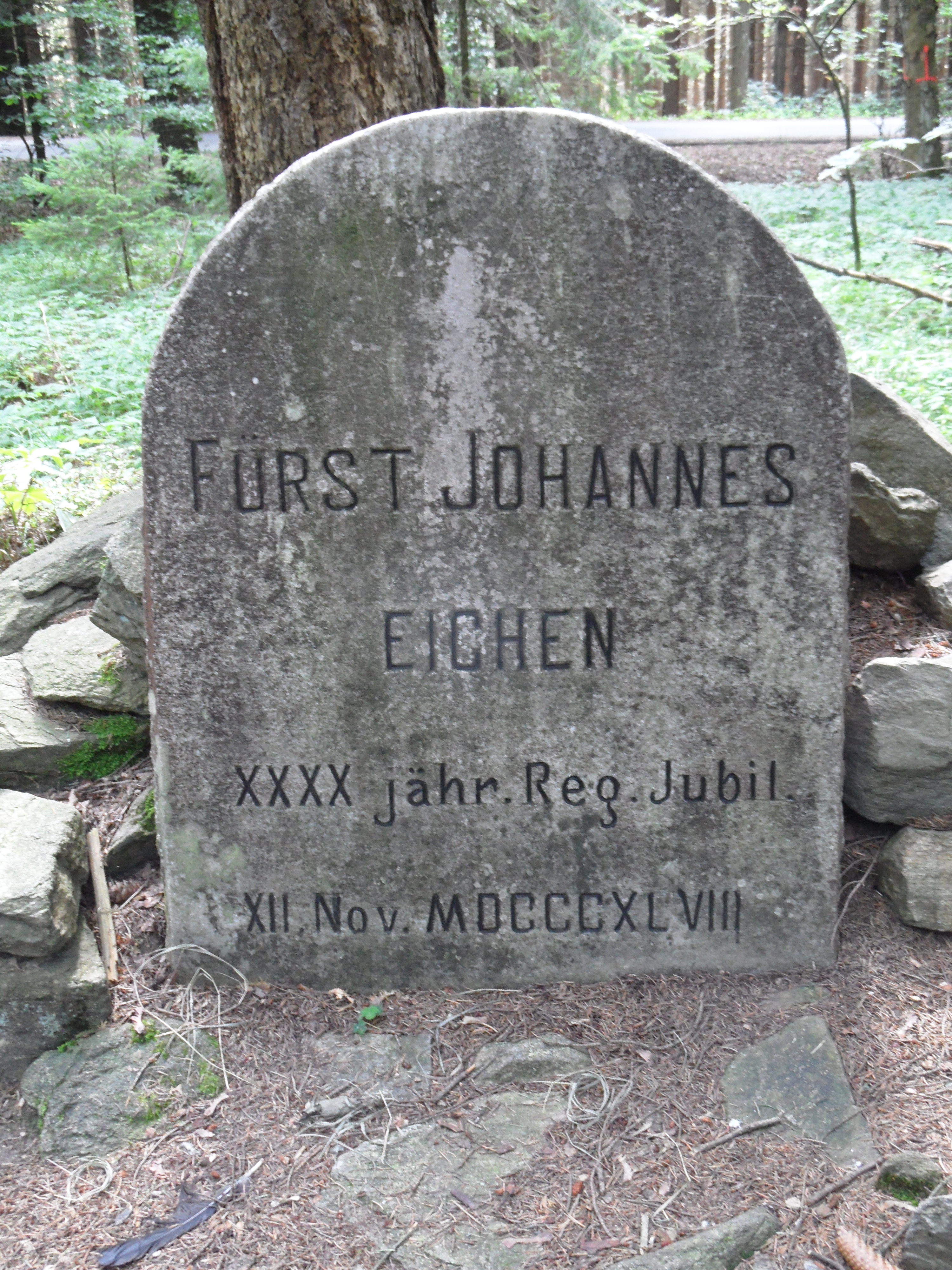
Jubilejní kameny: detail
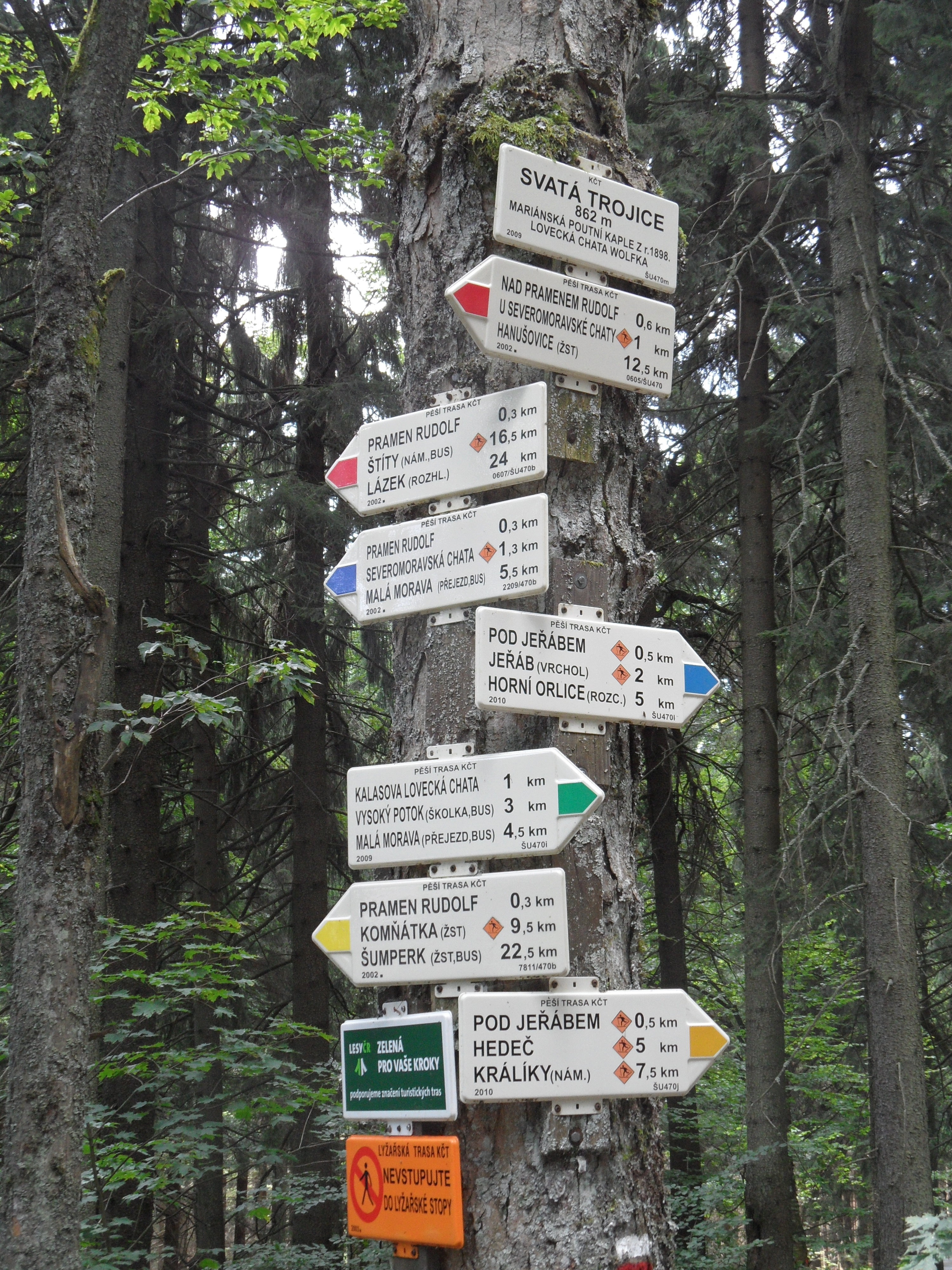
Rozcestník pěších tras
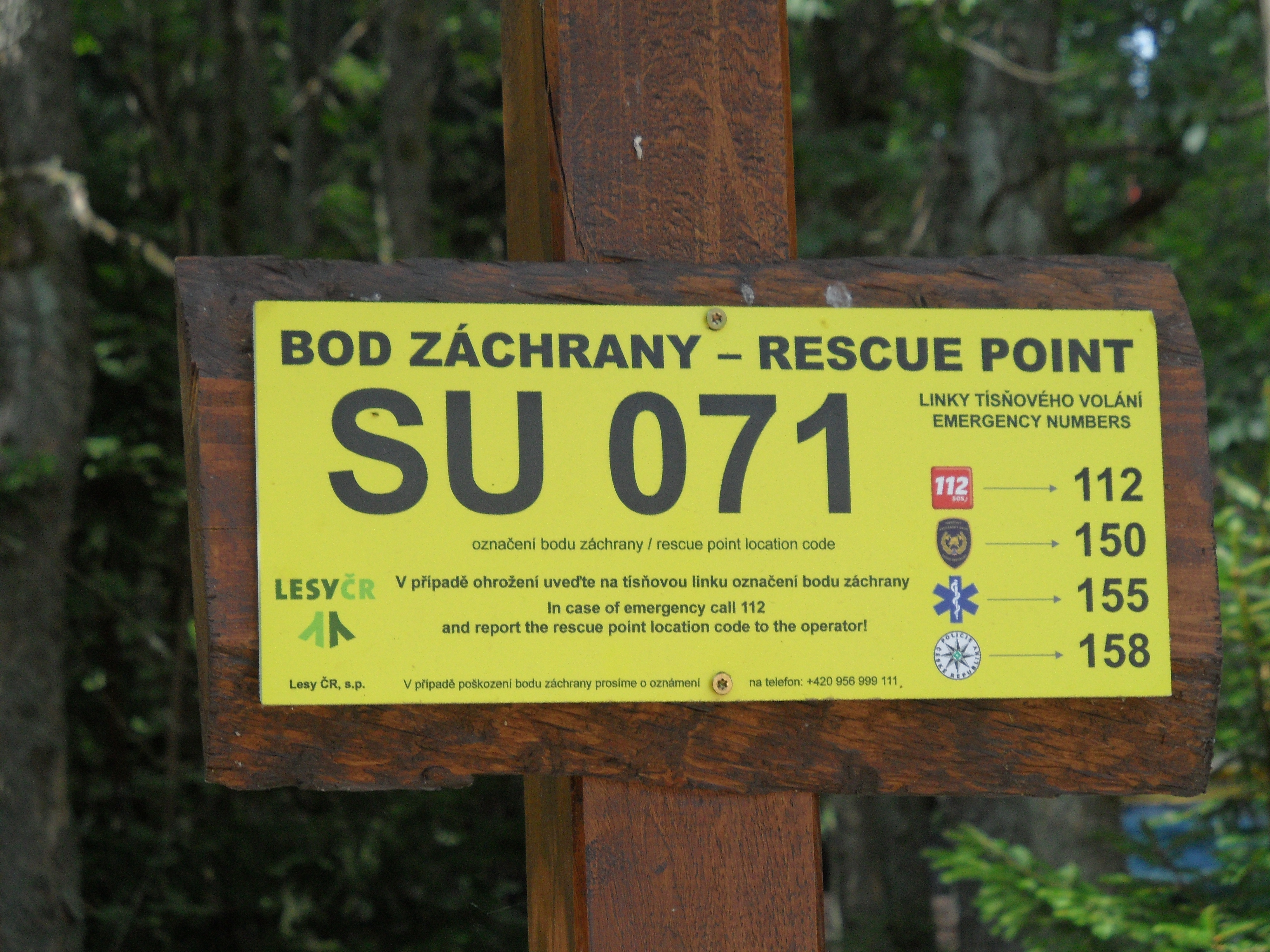
Bod záchrany